# Bogusław Juroszek
Bogusław Juroszek (ur. 7 stycznia 1978 w Cieszynie) – polski duchowny luterański, proboszcz Parafii Ewangelicko-Augsburskiej w Mikołajkach. Pochodzi z  Goleszowa.
Ordynowany 2 marca 2003 roku w Cieszynie, gdzie do 31 grudnia 2007 pełnił funkcję wikariusza. Od 1 stycznia 2008 proboszcz-administrator w Mikołajkach, następnie przez zgromadzenie parafialne wybrany proboszczem.  Na Synodzie Diecezji Mazurskiej w 2023 wybrany radcą duchownym Diecezji.  
Żonaty z Edytą, ma troje dzieci.